# Thierry Gilardi
Thierry Gilardi (Saint-Germain-en-Laye, 26 luglio 1958 – Le Port-Marly, 25 marzo 2008) è stato un giornalista e rugbista a 15 francese.
Di origini italiane, fu uno dei telecronisti di spicco della televisione francese commentando alcune tra le più importanti partite di calcio e rugby.
Già rugbista nel ML Saint-Germain-en-Laye insieme al nazionale Franck Mesnel, rimase in tale club fino a 28 anni, poi smise l'attività agonistica per continuare quella giornalistica, svoltasi tra France Inter, Canal+ e TF1.
Indimenticabile resterà la sua telecronaca su TF1 di Italia - Francia, finale del Campionato mondiale di calcio 2006 che si concluse con la vittoria dell'Italia ai rigori per 6 reti a 4.
Per tutta la partita Gilardi restò obiettivo e, pur non nascondendo la sua delusione per la sconfitta della sua nazionale, non lesinò i complimenti per quella italiana, e dopo la testata di Zidane a Materazzi gridò "Pas ça, Zinedine".
Thierry Gilardi è improvvisamente morto di infarto dopo una cena tra amici a pochi mesi dal suo cinquantesimo compleanno e alla vigilia di un'amichevole.